# 公文宏
公文 宏（くもん ひろし、1936年9月6日 - 2020年1月8日）は、日本の大蔵官僚。国土庁長官官房長、内閣官房内閣内政審議室長、国土事務次官、石油公団副総裁、住友生命総合研究所副社長などを歴任。血液型はAB型。

## 来歴
香川県坂出市出身（父母も香川県）。香川県立坂出高等学校、東京大学法学部卒業。東大法学部在学中に国家公務員上級甲種試験（法律）を合格。1959年 大蔵省に入省（主計局総務課）。総務課長に中尾博之、その後、主計官（総務課企画担当）に海堀洋平が就き、同期で同じ係には斎藤次郎がいた。1966年7月1日 甲府税務署長。主に課長補佐時代は大臣官房と主計局に勤務。1968年7月から2年間は和歌山県総務部財政課長として出向。1982年6月11日 理財局資金第一課長。1983年6月7日 理財局総務課長。1984年6月27日 東京税関長。1985年6月25日 大臣官房審議官（関税局担当）。1986年6月10日 銀行局検査部長。1987年6月25日 理財局次長（旧理財担当）。1988年6月28日 国土庁長官官房長。1989年8月 内閣官房内閣内政審議室長。1991年6月14日 国土事務次官。1992年6月23日 退官。同年年7月 石油公団副総裁。1998年5月 住友生命総合研究所副社長。2006年、瑞宝重光章受章。2020年1月8日 敗血症で死去。叙正四位。

## 官歴
- 1959年4月：大蔵省に入省（主計局総務課）。
- 1961年6月：中国財務局理財部。
- 1962年6月：大阪国税局調査査察部。
- 1963年4月：大臣官房調査課。
- 1964年4月：理財局総務課企画係長[7]。
- 1965年7月：理財局資金課企画係長[8]。
- 1966年7月1日：甲府税務署長。
- 1967年7月：大臣官房秘書課長補佐。
- 1968年7月：和歌山県総務部財政課長。
- 1970年7月：主計局主計官補佐（農林第四係主査）。
- 1973年7月：主計局主計官補佐（建設係主査）。
- 1975年7月：大臣官房文書課長補佐（総括・審査） 兼 大臣官房文書課法令審査室長[9]。
- 1976年7月5日：大臣官房企画官 兼 大臣官房文書課[10]。
- 1977年6月27日：主計局主計企画官（調整担当）[11]。
- 1978年6月26日：主計局調査課長。
- 1979年7月：主計局主計官（地方財政、大蔵、補助金担当）。
- 1981年7月：主計局主計官（建設、公共事業担当）。
- 1982年6月11日：理財局資金第一課長。
- 1983年6月7日：理財局総務課長 兼 理財局国庫課長 兼 理財局資金第一課長。
- 1983年6月16日：理財局総務課長。
- 1983年10月4日：理財局総務課長 兼 理財局地方資金課長。
- 1983年10月14日：理財局総務課長。
- 1984年6月27日：東京税関長。
- 1985年6月25日：大臣官房審議官（関税局担当）。
- 1986年6月10日：銀行局検査部長。
- 1987年6月25日：理財局次長（旧理財担当）。
- 1988年6月15日：大臣官房付。
- 1988年6月28日：国土庁長官官房長。
- 1989年8月：内閣官房内閣内政審議室長。
- 1991年6月14日：国土事務次官。
- 1992年6月23日：退官。